# John Ogilvie
Saint Jean Ogilvie (John Ogilvie en anglais), né en 1579 à Drum-na-Keith, un hameau de la ville de Keith, Banffshire (Écosse) et mort (pendu) le 10 mars 1615 à Glasgow, Écosse, était un prêtre jésuite écossais, visitant clandestinement les catholiques persécutés de son pays. Arrêté et refusant de reconnaître la suprématie du roi même dans le domaine spirituel il fut torturé et pendu en 1615. Il a été canonisé par le pape Paul VI en 1976. Il est fêté le 10 mars par l'église catholique et le 19 janvier par les jésuites.

## Biographie
Jean Ogilvie naît en 1579 dans une famille aristocratique calviniste. Son père était pasteur. Envoyé très jeune étudier à Helmstedt (Allemagne) il se convertit au catholicisme en 1596 sous l'influence de Cornélius a Lapide, un brillant professeur d'Écriture Sainte à l'Université de Louvain. Ogilvie réside au collège écossais de Louvain, dans les Pays-Bas méridionaux.
Il étudie ensuite auprès des Bénédictins écossais à Ratisbonne (Allemagne) et encore à Olomouc (Tchéquie). C'est là qu'il connaît mieux les jésuites. Le 5 novembre 1599 il entre au noviciat de Brno (Tchéquie). 

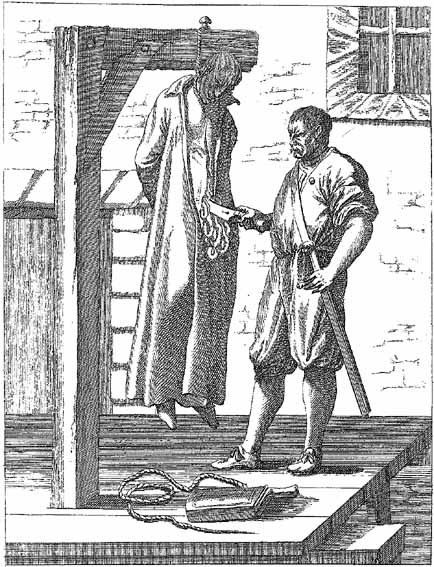
Exécution de John Ogilvie.

Il suit le cours traditionnel des études jésuites: la philosophie à l'université de Graz (Autriche) et de nouveau à Olomouc pour la théologie. Comme aumônier de congrégation mariale il laisse une forte impression sur la jeunesse de la ville.
John Ogilvie est ordonné prêtre à Paris en 1610 et exerce son sacerdoce à Rouen (France) durant quelques années. Il obtient la permission de rentrer en Angleterre en novembre 1613. Les prêtres catholiques y étant interdits et sévèrement pourchassés il circule sous le nom de 'John Watson' exerçant le métier de marchand de chevaux. C'est ainsi que visitant les communautés clandestines dans la région de Glasgow et d'Édimbourg il raffermit la foi de nombre de catholiques.
Cela ne dure pas longtemps cependant. Trahi par un prétendu converti Ogilvie est arrêté à Glasgow le 14 octobre 1614. Il est torturé durant des mois. On cherche surtout à lui faire reconnaître la suprématie du roi sur le pape même dans le domaine spirituel, ce qu'il refuse. Il est condamné pour trahison et crime de lèse-majesté et exécuté publiquement (par pendaison) à Glasgow le 10 mars 1615.

## Béatification et canonisation
- John Ogilvie est béatifié le 22 décembre 1929 par le Pape Pie XI.
- Il est canonisé le 17 octobre 1976 par le Pape Paul VI.
- Il est le premier saint écossais canonisé depuis 7 siècles. Lors de la cérémonie de canonisation, plusieurs membres de la famille Ogilvie étaient présents[1].
- Il est commémoré le 10 mars selon le Martyrologe romain[2], et le 19 janvier par les jésuites.